# Campionato mondiale maschile di hockey su pista Lisbona 1949
Il Campionato mondiale di hockey su pista 1949 (in inglese 1949 Roller Hockey World Cup) è stata la quinta edizione della massima competizione per le rappresentative di hockey su pista maschili maggiori e fu organizzata dalla Fédération Internationale de Roller Sports. La competizione si svolse dal 28 maggio al 3 giugno 1949 a Lisbona in Portogallo. 
La vittoria finale è andata alla nazionale del Portogallo che si è aggiudicata il torneo per la terza volta nella sua storia.
Il torneo fu valido anche come 15ª edizione del campionato europeo.

## Formula
Il campionato del mondo 1949 vide la partecipazione di otto squadre nazionali. La manifestazione fu organizzata tramite un girone all'italiana con gare di sola andata; erano assegnati due punti per l'incontro vinto, un punto a testa per l'incontro pareggiato e zero la sconfitta. Al termine del torneo la squadra prima classificata venne proclamata campione del Mondo.

## Squadre partecipanti
| Squadra     | Partecipazioni precedenti al torneo |
| ----------- | ----------------------------------- |
| Belgio      | 4 (1936, 1939, 1947, 1948)          |
| Francia     | 4 (1936, 1939, 1947, 1948)          |
| Inghilterra | 4 (1936, 1939, 1947, 1948)          |
| Italia      | 4 (1936, 1939, 1947, 1948)          |
| Paesi Bassi | 1 (1948)                            |
| Portogallo  | 4 (1936, 1939, 1947, 1948)          |
| Spagna      | 2 (1947, 1948)                      |
| Svizzera    | 4 (1936, 1939, 1947, 1948)          |

Nota bene: nella sezione "partecipazioni precedenti al torneo" le date in grassetto indicano la squadra che ha vinto quell'edizione del torneo

## Svolgimento del torneo

### Classifica finale
| Pos | Squadra     | Pt | G | V | N | P | GF | GS | DG  |
| --- | ----------- | -- | - | - | - | - | -- | -- | --- |
| 1.  | Portogallo  | 14 | 7 | 7 | 0 | 0 | 39 | 8  | +31 |
| 2.  | Spagna      | 10 | 7 | 5 | 0 | 2 | 30 | 19 | +11 |
| 3.  | Italia      | 9  | 7 | 4 | 1 | 2 | 35 | 18 | +17 |
| 4.  | Belgio      | 7  | 7 | 3 | 1 | 3 | 19 | 13 | +6  |
| 5.  | Inghilterra | 6  | 7 | 2 | 2 | 3 | 21 | 23 | -2  |
| 6.  | Francia     | 5  | 7 | 2 | 1 | 4 | 35 | 32 | +3  |
| 7.  | Svizzera    | 5  | 7 | 2 | 1 | 4 | 22 | 29 | -7  |
| 8.  | Paesi Bassi | 0  | 7 | 0 | 0 | 7 | 5  | 54 | -49 |

### Risultati
| Data      | Ora | Gara        | Gara | Gara        |
| --------- | --- | ----------- | ---- | ----------- |
| 28 maggio |     | Belgio      | 1-3  | Portogallo  |
| 28 maggio |     | Francia     | 5-1  | Inghilterra |
| 28 maggio |     | Italia      | 12-0 | Paesi Bassi |
| 28 maggio |     | Spagna      | 2-0  | Svizzera    |
| 29 maggio |     | Belgio      | 2-2  | Francia     |
| 29 maggio |     | Inghilterra | 7-0  | Paesi Bassi |
| 29 maggio |     | Italia      | 7-3  | Svizzera    |
| 29 maggio |     | Portogallo  | 6-2  | Spagna      |
| 30 maggio |     | Belgio      | 3-1  | Italia      |
| 30 maggio |     | Francia     | 1-8  | Portogallo  |
| 30 maggio |     | Inghilterra | 3-3  | Svizzera    |
| 30 maggio |     | Paesi Bassi | 0-9  | Spagna      |
| 31 maggio |     | Belgio      | 4-0  | Paesi Bassi |
| 31 maggio |     | Francia     | 1-5  | Italia      |
| 31 maggio |     | Inghilterra | 2-5  | Spagna      |
| 31 maggio |     | Portogallo  | 3-0  | Svizzera    |

| Data      | Ora | Gara        | Gara | Gara        |
| --------- | --- | ----------- | ---- | ----------- |
| 1º giugno |     | Belgio      | 1-3  | Inghilterra |
| 1º giugno |     | Francia     | 6-8  | Spagna      |
| 1º giugno |     | Italia      | 2-5  | Portogallo  |
| 1º giugno |     | Paesi Bassi | 2-8  | Svizzera    |
| 2 giugno  |     | Belgio      | 1-2  | Spagna      |
| 2 giugno  |     | Francia     | 5-6  | Svizzera    |
| 2 giugno  |     | Inghilterra | 4-4  | Italia      |
| 2 giugno  |     | Paesi Bassi | 1-9  | Portogallo  |
| 3 giugno  |     | Belgio      | 7-2  | Svizzera    |
| 3 giugno  |     | Francia     | 5-2  | Paesi Bassi |
| 3 giugno  |     | Inghilterra | 5-1  | Portogallo  |
| 3 giugno  |     | Italia      | 4-2  | Spagna      |

## Campionato europeo
Il torneo fu valido anche come quindicesima edizione dei campionati europei e venne utilizzata la graduatoria finale del campionato mondiale per determinare le posizioni in classifica. Le partecipanti al campionato del mondo erano esclusivamente nazionali europee e quindi la graduatoria fu la medesima. Il Portogallo quindi si aggiudicò per la terza volta il torneo continentale.
| Classifica | Nazionale              |
| ---------- | ---------------------- |
| Oro        | Portogallo (3º titolo) |
| Argento    | Spagna                 |
| Bronzo     | Italia                 |
| 4          | Belgio                 |
| 5          | Inghilterra            |
| 6          | Francia                |
| 7          | Svizzera               |
| 8          | Paesi Bassi            |